# 渡辺典子
渡辺 典子（わたなべ のりこ、1965年7月22日 - ）は、日本の女優、歌手。福岡県北九州市出生、大分県大分市出身。身長153cm。B80cm、W60cm、H84cm（1984年1月）。

## 来歴
福岡県北九州市八幡西区生まれ。2歳の時に建設省職員の父の転勤に伴い大野川中流域の大分県大分市に転居する。その後も9年間に三重町（現在の豊後大野市）など大野川流域を2回転居して大分市に戻る。
1981年、第6回ホリプロタレントスカウトキャラバンの九州地区代表に選ばれ、決勝まで進出し、河合奈保子の「スマイル・フォー・ミー」を歌ったが合格とはならず、審査員奨励賞を受賞。1982年3月、高校生だった渡辺は『週刊朝日』の表紙（撮影：篠山紀信）を飾る。1982年4月、齋藤光正監督の映画『伊賀忍法帖』のヒロインオーディションを兼ねたポスト薬師丸ひろ子を決める「角川映画大型新人女優募集」で九州代表となり、応募総数57,480名から勝ち残った16名での本選（決勝）の中からグランプリを受賞し、芸能界デビュー。以後、薬師丸ひろ子と特別賞の原田知世と共に「角川三人娘」と呼ばれるようになり、1980年代の角川映画を担う存在となる。この時、通っていた大分高校から、日出女子学園高校へ編入。1983年、齋藤監督の『積木くずし』にて当初はテレビドラマ版と同じ娘役として高部知子が演じることになっていたが、ニャンニャン事件によって降板したため、急遽代役として起用された。当時のアイドルにありがちな優等生のような振る舞いの演技から脱却し、赤裸々な演技によって急速に頭角を現し、第7回（1983年度）日本アカデミー賞新人俳優賞を受賞する。1984年には前年大ヒットした同名の角川映画を、高橋伴明監督によってドラマ化された『探偵物語』でテレビドラマ初主演を飾る。また、「花の色/少年ケニヤ」で歌手としてもデビュー。その後も同じ赤川次郎原作の映画「晴れ、ときどき殺人」に連続で主演、当映画主題歌の「晴れ、ときどき殺人」も担当し好印象を残す。1987年、大林宣彦監督『彼のオートバイ、彼女の島』でヨコハマ映画祭の助演女優賞を受賞。また、大林監督の「少年ケニヤ」、りんたろう監督の「カムイの剣」、「火の鳥 鳳凰編」（火の鳥 (渡辺典子の曲)）など、角川アニメの主題歌を多数担当し、透明でのびやかな美声を高らかに披露。両A面シングルの「花の色/少年ケニヤ」でオリコンベスト10入りを果たしている。

## 略年譜
- 1981年、第6回ホリプロタレントスカウトキャラバンの九州地区代表に選ばれ、決勝まで進出し、審査員奨励賞を受賞。
- 1982年
  - 4月、映画『伊賀忍法帖』のオーディションを兼ねた「角川映画大型新人女優募集」にてグランプリを受賞し芸能界デビュー。（16歳）
  - 12月、映画『伊賀忍法帖』が公開。（17歳）
- 1983年10月、映画『積木くずし』で不良少女役のヒロインに抜擢。（18歳）
- 1984年
  - 1月、『探偵物語』でテレビドラマ初主演。また「花の色/少年ケニヤ」で歌手デビュー。（18歳）
  - 2月、『積木くずし』での演技が評価され、第7回日本アカデミー賞 新人俳優賞を受賞。（18歳）
  - 5月、角川映画からの初の主演映画『晴れ、ときどき殺人』が公開。さらに当映画の主題歌「晴れ、ときどき殺人」も担当しヒット。（18歳）
  - 10月、2作目の主演映画『いつか誰かが殺される』が公開。前作に引き続き主題歌も自身で歌った。（19歳）
- 1985年6月、映画『結婚案内ミステリー』が公開。（19歳）
- 1986年
  - 4月、映画『彼のオートバイ、彼女の島』が公開。（20歳）
  - 映画『恋人たちの時刻』の主演が決定されていたが辞退[12]。
- 1987年
  - 1月、『彼のオートバイ、彼女の島』の演技が評価され、第8回ヨコハマ映画祭助演女優賞を受賞。（21歳）
  - 2月、個人事務所「渡辺のり子プロダクション」を設立し、社長就任[13][14]。
- 1990年、ティーアーティスト・渡辺典子プロジェクト所属[9][15]。
- 1991年、廣済堂プロダクション所属[13][16][17][18]。
- 1995年、プロ野球選手の西岡洋と結婚し、1女をもうける。1998年に離婚[2][19]。
- 1997年、「のんちゃんのり弁」に出演[13]。
- 2005年、イイジマルーム所属[20]。
- 2011年、トゥフロント（てんちどう）所属[21]
- 2012年、キャストパワー所属[22]。
- 2013年1月、劇団青年座映画放送に所属[23]。
- 2015年、NESTと業務提携する[24]。
- 2016年、辺見プロモーションと業務提携する[1]。

## 出演
太字は主演。

### 映画
- 伊賀忍法帖（1982年12月18日公開、東映） - 篝火 ／ 右京太夫 ／ 鬼火 （三役）
- 積木くずし（1983年11月3日公開、東宝） - 穂波由布子
- 晴れ、ときどき殺人（1984年5月26日公開、東映セントラルフィルム） - 主演・北里加奈子
- いつか誰かが殺される（1984年10月10日公開、東映） - 主演・守屋敦子
- 結婚案内ミステリー（1985年6月15日公開、東映セントラルフィルム） - 主演・寺沢紘子
- 彼のオートバイ、彼女の島（1986年4月26日公開、東宝） - 沢田冬美
- キャバレー（1986年4月26日公開、東宝） - ミドリ
- 恐怖のヤッちゃん（1987年7月4日公開、東映） - 服部さち子
- トットチャンネル（1987年8月1日公開、東宝） - 西里涼子
- STAY GOLD（1988年10月29日公開、松竹） - 坪井志麻子
- 人間の砂漠（1990年4月28日公開、キネマスターフィルム） - 望月良子
- 星の降る日（1993年） - 有賀典子
- わが愛の譜 滝廉太郎物語（1993年8月21日公開、東映） - 由比クメ
- 億万長者になった男。（1994年11月19日公開、ヒーロー） - 片瀬かおり
- 劇場版 仮面ライダーアギト PROJECT G4（2001年9月22日公開、東映） - 紗綾香の母
- ゴジラ×モスラ×メカゴジラ 東京SOS（2003年12月13日公開、東宝） - 瞬の母親[3]
- 海猿 ウミザル（2004年6月12日公開、東宝） - 園部美由紀
- 椿山課長の七日間（2006年11月18日公開、松竹） - 椿山由紀
- 赤い糸（2008年12月20日公開、松竹） - 竹宮幸子
- 全員、片想い「イブの贈り物」（2016年7月2日公開、東映）[25]
- みをつくし料理帖（2020年10月16日公開、東映） - 「つる家」の客・お満 （特別出演）[26]

### テレビドラマ
- 探偵物語（1984年1月8日 - 29日、TBS） - 主演・新井直美 役
- 赤い秘密（1985年7月27日 - 9月28日、TBS） - 主演・守川しず子 役
- 木曜ドラマストリート「明日を殺さないで」（1985年10月31日、フジテレビ） - 主演
- 雨の降る駅（1986年6月6日、TBS）
- 月曜ワイド劇場「ママ母vsママ子! 家出令嬢の課外授業　恋も別れももんじゃ焼！」（1986年8月4日、テレビ朝日） - 主演・清原利奈 役（4月に急死した岡田有希子の代役）
- 水曜ドラマスペシャル「恋物語」（1986年10月22日、TBS） - 亜紀
- うちの子にかぎって…SpecialIII（1987年4月1日、TBS） - 諏訪いづみ（24歳） 役
- ドラマ・女の手記「温泉仲居物語5」（1987年8月17日、テレビ東京） - 主演
- 月曜ドラマランド「原宿初恋探偵社」（1987年9月7日、フジテレビ）
- '87秋の特別企画ドラマ「松田聖子のスイートメモリーズ」（1987年9月30日、TBS） - 森村アキ（1960年代の章子） 役
- 恋はハイホー!（1987年10月21日 - 1988年1月27日、日本テレビ） - 黒沢翔子 役
- 東芝日曜劇場 第1624回「毛糸の指輪」（1988年2月21日、TBS） - 清子
- 和田アキ子芸能生活20周年特別番組「子連れ家政婦アッコさん」（1988年3月25日、フジテレビ）
- 火曜スーパーワイド「万歳!奇蹟の赤ちゃん出産 看護婦青春物語」（1988年4月19日、テレビ朝日）
- 月曜・女のサスペンス（テレビ東京）
  - 東海道本線殺人事件 静岡〜浜松各駅停車の女（1988年5月30日） - 主演
  - 鴬を呼ぶ少年・16年後の犯人（1989年4月24日）
  - 彼女が愛した男（1991年12月9日） - 主演
  - 恐怖のパーティー（1992年8月31日） - 主演
- 月曜サスペンスシリーズ（関西テレビ・フジテレビ）
  - 松本清張サスペンス 拐帯行（1988年9月19日、松竹）
  - 森村誠一サスペンス 喪中欠礼（1990年8月20日、東映）
- 土曜ワイド劇場（テレビ朝日）
  - 牟田刑事官事件ファイル 岸辺に立つ女（1988年10月29日）
  - 湯けむり指宿温泉・殺意の記念碑（1993年、大映テレビ） - 麻生規子 役
  - 相棒 pre season 第2話「恐怖の切り裂き魔連続殺人！」（2001年1月27日） - 市村麻衣子 役
  - 変装婦警の事件簿3（2002年11月2日） - 大貫幸代 役
  - 西村京太郎トラベルミステリー　青函特急殺人ルート（2003年9月13日） - 片倉早苗 役
  - 混浴露天風呂連続殺人23（2003年12月20日、ABC制作） - 前田麻美 役
  - おとり捜査官・北見志穂6　消えた花嫁連続殺人!（2004年3月13日） - 沢村真由美 役
  - 湘南探偵物語 〜鎌倉逗子、葉山〜（2008年2月16日） - 楠木曜子 役
  - 火災調査官・紅蓮次郎9　雨が燃やす紫の炎!!　火の海から女マジシャンを救え!!（2009年4月25日） - 室井都 役
  - 内田康夫サスペンス・福原警部2（2010年6月5日） - 永井美佐江 役
- 火曜サスペンス劇場（日本テレビ）
  - ズームイン!!朝!殺人事件（1988年11月15日） - 主演・浅田市子 役
  - 幸福な朝食（1988年12月27日）
  - 魔の視線（1992年5月5日） - 主演・美佐 
  - 盲人探偵・松永礼太郎 第1作 - 第4作品（1993年 - 1995年） - 篠田里香 役
  - 臨床心理士6（2002年） - 三浦千佳 役
  - 刑事・鬼貫八郎16（2004年） - 石山智子 役
  - 警部補 佃次郎19（2004年） - 杉瑞江 役
- 必殺スペシャル・新春 決定版!大奥、春日野局の秘密 主水、露天風呂で初仕事（1989年、ABC制作） - 望月りえ 役
- シリーズ街「二子玉川、轟酒店」（1989年4月13日 - 5月4日、テレビ朝日）
- ドラマ23「紳助・典子の新婚物語」（1989年4月3日 - 4月6日放送、TBS）
- 京一輪（1989年10月2日 - 1990年3月30日、読売テレビ） - 主演・恵子
- 金田一耕助の傑作推理 薔薇王（1989年10月11日、TBS） - 日疋美樹子 役
- 水曜グランドロマン「やわ肌の熱き血汐に」（1990年1月3日、日本テレビ）
- 大河ドラマ「翔ぶが如く」（1990年1月7日 - 12月9日、NHK） - 舞妓・お縫 役
- 月曜ドラマスペシャル（TBS）
  - 自主退学（1990年4月23日） - 遠山
  - 十津川警部8　伊豆海岸殺人ルート （1995年3月27日） - 藤島けい子 役
  - 早乙女千春の添乗報告書　草津湯けむりツアー殺人事件（1996年9月23日） - 吉沢敦子 役
  - 名探偵キャサリンシリーズ4　清少納言殺人事件（1998年1月5日） - 嵯峨紫 役
- 火曜ミステリー劇場「赤川次郎スペシャル 忘れられた花嫁」（1990年5月8日、テレビ朝日）
- 愛の劇場（TBS）
  - 家族って（1990年9月3日 - 11月2日）
  - とっても母娘（1995年1月4日 - 2月17日） - 主演・森山まき子 役
  - 砂時計（2007年3月12日 - 6月1日、TBS） - 黒木楓 役
- 裸の大将 第43話「清がサーカスにやってきた」（1990年10月7日、関西テレビ / 東阪企画） - 栗山淳子 役
- ドラマチック22「絶唱　花嫁の亡骸を抱いて、許されぬ恋の名作」（1990年12月22日、TBS）
- 暴れん坊将軍IV 第68話(TVSP含め72話)「お見事、上様の恋指南!」（1992年、テレビ朝日） - 春姫 役
- 名奉行 遠山の金さん 第5シリーズ 第3話「狙われた女盗賊」（1993年3月、テレビ朝日） - お辰 役
- 藤田まことの丹下左膳2（1991年、テレビ朝日）
- 世にも奇妙な物語（フジテレビ）
  - 第2シリーズ「冗費節減」（1991年9月19日） - 岡本さやか 役
  - 冬の特別編「ロンドンは作られていない」（1992年12月30日）
- 近松青春日記 第8話（1991年、NHK）
- 長七郎江戸日記スペシャル2「虫ケラ一匹ならばこそ、最後の剣舞い」（1991年9月24日、日本テレビ） - お俊 役/月姫 役
- 鎌倉恋愛委員会 第12回「海辺にて」（1991年12月24日、TBS） - 主演
- DRAMADOS「秘密警察の秘密」（1992年1月22日、関西テレビ） - 主演
- 大人は判ってくれない 第2回「最後のドラマ」（1992年1月23日、フジテレビ）
- ネオドラマ「夏の香り」（1992年、テレビ朝日）
- 真夏の刑事 第2話（1992年4月19日、テレビ朝日）
- 本当にあった怖い話「水子霊の囁き」（1992年9月7日、テレビ朝日） - 主演
- 上意討ち〜拝領妻始末より〜（1992年、テレビ東京） - 笹原いち 役
- 高校教師（1993年、TBS） - 三沢千秋 役
- さすらい刑事旅情編VI 第9話「裏切られた女弁護士・不倫の罠」（1993年、テレビ朝日）
- 春のかがり火〜箕輪城・戦国の日々〜（1993年3月28日、群馬テレビ）
- 金曜エンタテイメント（フジテレビ）
  - 腕まくり看護婦物語（1993年） - 梶川美鈴 役
  - 帰ってきたOL三人旅2 金沢湯けむり不倫旅行殺人事件（1994年）
  - おばさんデカ 桜乙女の事件帖9（2000年） - 水戸律子 役
  - 昼下がり 社宅奥様探偵団2（2001年） - 中田美和子 役
  - 地獄の花嫁4（2003年） - 鶴田礼子 役
  - 赤い霊柩車17（2003年） - 三沢理絵 役
  - 年の差カップル刑事Ⅲ（2004年） - 高良みすず 役
  - 日向夢子調停委員事件簿4（2006年） - 森口玲子 役
- 水戸黄門（TBS / C.A.L）
  - 第22部 第8話「仇討ち悲願の旅芝居 -桑名-」（1993年7月5日） - 市川寿々女 役/おしず 役
  - 第31部 第14話「白鷺城下の恩返し -姫路-」（2003年1月27日） - 綾乃 役
- 女系家族 赤い欲望 老舗の商家に起る凄絶な遺産争い・体を張った相続の座・欲に舞い愛に踊る華麗な女達（1994年1月3日、TBS） - 矢島千寿 役
- いつも心に太陽を （1994年、TBS） - 高井真由美 役
- はぐれ刑事純情派（テレビ朝日 / 東映）
  - 第7シリーズ　第11話「死者が歩いてる!変身願望の罠」（1994年） - 小松崎夕子（桜井直美） 役
  - 第14シリーズ　第22話（2001年9月5日） - 岡崎直子 役
- NHKドラマ新銀河「ラスト・ラブ」（1995年、NHK） - 塩野尚子 役
- 火曜ドラマ（ABC）
  - Change!（1995年）
- 刑事追う!（1996年、テレビ東京） - 馬島直治の妻
- マスク・ド・ママ（1997年、フジテレビ、第9回フジテレビヤングシナリオ大賞佳作）
- ドラマ30
  - のんちゃんのり弁（1997年 - 1998年、中部日本放送） - 主演・原小巻 役
    - のんちゃんのり弁　第1シリーズ（1997年2月3日 - 3月28日）
    - のんちゃんのり弁　第2シリーズ（1998年6月1日 - 7月31日）

  - ヤ・ク・ソ・ク（2005年、毎日放送） - 坂崎悦子
- 連続テレビ小説「すずらん」（1999年、NHK） - 常盤明子（青年期） 役
- 彼女たちの時代（1999年、フジテレビ） - 熊沢晴子 役
- 天国のKiss（1999年7月12日 - 9月13日、テレビ朝日） - 小山田瞳子 役
- ブースカ! ブースカ!!（1999年 - 2000年、テレビ東京） - 屯田美智子 役
- 月曜ドラマ・イン「月下の棋士」 第7話（2000年、テレビ朝日） - 氷室銀子（将介の母） 役
- 木曜ミステリー（テレビ朝日）
  - 別れる2人の事件簿 第6話（2000年）
  - 京都迷宮案内3 第5話（2001年） - 長谷川靖子 役
  - オヤジ探偵 第2シリーズ（2002年10月10日） - 柴山つかさ 役
  - 京都地検の女 第1シリーズ 第4話（2003年8月14日） - 横山元美 役
  - 新・科捜研の女 第5シリーズ 第4・5話（2004年5月6・13日） - 木村彩 役
- 女同士（2000年7月3日 - 9月22日、東海テレビ） - 主演・倉沢大海 役
- 月曜ミステリー劇場（TBS）
  - 弁護士猪狩文助 時の剣（2001年） - 島崎伊都子 役
  - 弁護士高見沢響子6（2003年） - 阪口直子 役
  - 冤罪IV（2003年） - 斉藤美津子 役
  - 宗像教授伝奇考2（2003年） - ヒロコ・アンダーソン 役
  - おばさん会長・紫の犯罪清掃日記!ゴミは殺しを知っている6（2004年） - 村岡なぎさ 役
  - 世直し公務員 ザ・公証人VI（2006年2月6日） - 沢木瑞穂 役
- レッツゴー!永田町（2001年10月10日 - 12月12日、日本テレビ） - 野本秀子 役
- 嫁はミツボシ。 第10話「秘密の恋に決着!」（2001年、TBS） - 矢沢裕子 役
- 盤嶽の一生 第3話「津軽の男」（2002年4月16日、フジテレビ） - おふみ 役
- こちら本池上署 第1話（2002年7月8日 - 9月16日、TBS） - 伊藤亜希子 役
- 女と愛とミステリー（テレビ東京）
  - 昆虫巡査・向坊一美の事件日誌（2002年8月4日） - 双葉 役
  - いなか刑事・伊原泰三の退職捜査日誌3（2002年12月25日） - 畑山奈美恵 役
  - 小早川警視正シリーズ2（2003年5月7日） - 大鳥弘美 役
  - 動物病院ドクトル花子の殺人カルテ!（2003年10月5日） - 真行寺房枝 役
  - 48時間の恐怖・時計の針がナイフに変わるとき（2004年1月18日） - 井筒杏子 役
  - 刑務所の医者・若宮冴子（2004年7月25日）
  - 多摩南署たたき上げ刑事・近松丙吉4（2004年） - 鹿島篤子 役
  - 弁護士晴枝・法律の落とし穴（2004年10月31日）
- 郷土の偉人シリーズ「俳人 中村汀女 〜今日の風、今日の花〜」（2002年11月2日、テレビ熊本） - 主演・中村汀女 役
- TOYD（2002年、第39回ギャラクシー賞大賞、日本民間放送連盟賞優秀賞・WOWOW）
- 美女か野獣「第7話」（2003年2月20日、フジテレビ） - 久瀬美枝子 役
- はみだし刑事情熱系PART7 第9話（2003年3月5日、テレビ朝日） - 末永（藤田）亮子 役
- あなたの人生お運びします! 第10話（2003年6月12日、TBS） - 治美の妹
- 美少女戦士セーラームーン（2003年10月4日、中部日本放送制作・TBS） - 大阪まゆみ 役
- 中学生日記 R15（2003年、NHK） - アンジー三元 役
- それは、突然、嵐のように…（2004年1月14日 - 3月17日、TBS） - 高階由梨子 役
- スカイハイ2「第二死　バロック」（2004年1月23日、テレビ朝日） - 玲香
- 霊感バスガイド事件簿 第4話（2004年、テレビ朝日） - 山科光子 役
- ナースマンスペシャル 今夜復活（2004年4月6日、日本テレビ） - 天野佳代子 役
- ウルトラQ dark fantasy 第5話（2004年、テレビ東京） - 桑原真奈美 役
- 救命病棟24時 第3シリーズ（2005年1月11日 - 3月22日、フジテレビ） - 寺泉香織 役
- ほんとにあった怖い話「死を告げるコール」（2005年2月28日、フジテレビ）
- 水曜ミステリー9
  - 指紋捜査官・塚原宇平 生き返った指紋（2005年11月23日、テレビ東京） - 谷口雅代 役
  - 刑事の証明3（2012年5月23日） - 水沼純子 役
- ドラマ・コンプレックス（日本テレビ）
  - たそがれ葬儀屋探偵の災難（2005年12月20日） - 黒川美由紀 役
  - 妻の秘密・夫の不貞・姑の見栄（2006年3月14日） - 羽賀恵子 役
  - コシノ家の闘う女たち（2006年8月8日） - 木元時子 役
- 7人の女弁護士　第1シリーズ「第3話」（2006年4月27日、テレビ朝日） - 片岡静江 役
- ディロン〜運命の犬（2006年5月2日 - 7月1日、NHK） - 弘士の母 役
- 特命!刑事どん亀 第10話（2006年6月12日、TBS） - 佐竹羊子 役
- 怨み屋本舗 第9話（2006年9月8日、テレビ東京） - 青山映子 役
- あなたの涙そうそうスペシャル 「みっちゃんとコンペイトウ」（2006年9月29日、TBS）
- カリスマ占い師殺人鑑定（2006年12月12日、日本テレビ、火曜ドラマゴールド） - 美登利
- ドラマW「CHiLDREN チルドレン」（2006年、WOWOW）
- ザ・決断!スペシャル〜命を懸けたあの一瞬〜「息子は悪くない」（2007年、テレビ東京） - 片山隼君の母 役
- わたしたちの教科書（2007年4月12日 - 6月28日、フジテレビ） - 兼良由香里 役
- 月曜ゴールデン「占い師みすず 事件は運命の彼方に2」（2007年5月21日、TBS） - 合田友美 役
- ケータイ捜査官7（2008年4月2日 - 2009年3月18日、テレビ東京） - 網島春美 役
- 土曜プレミアム（フジテレビ）
  - ホームレス中学生（2008年7月12日） - 工藤真美 役
  - 夢の見つけ方教えたる!2（2010年3月13日） - 宇佐見康子 役
- 赤い糸（2008年12月6日 - 2009年2月28日、フジテレビ） - 竹宮幸子 役
- ゴーストタウンの花（2009年3月20日、テレビ朝日） - 柳川恵子 役
- 水曜シアター9「女かけこみ寺 刑事・大石水穂2」（2009年7月15日、テレビ東京） - 月ヶ瀬萌葱 役
- 金曜プレステージ（フジテレビ）
  - ホストの女房（2009年9月4日） - 菊池祥子 役
  - 外科医 鳩村周五郎10（2012年8月17日） - 矢代菜月 役
  - 警部補・佐々木丈太郎5（2013年3月15日） - 田原みどり 役
- 借王<シャッキング>-銭の達人- 第7,8話（2009年10月10日 - 11月28日、WOWOW） - 向井早智子 役
- 交渉人〜THE NEGOTIATOR〜　第2シリーズ「第3話」（2009年11月5日、テレビ朝日） - 里吉加奈子 役
- 左目探偵EYE 第2話（2010年1月30日、日本テレビ） - 海藤早苗 役
- 警部補 矢部謙三（2010年5月7・14日、テレビ朝日） - 斉藤花枝 役
- ハンチョウ〜神南署安積班〜 シリーズ3（2010年7月12日、TBS） - 染谷美津保
- 隠れ菊（2016年9月4日 - 10月23日、NHK BSプレミアム） - 堀口千秋 役[27]

### Vシネマ
- コードネーム348　女刑事サシバ（1990年） - 主演・羽生あすか
- 銀玉命!銀次郎（1993年）
- 特攻レディース 夜露死苦!（1994年）
- 金なら返せん!（1994年） - 麗子
- クレイジー・コップ捜査はせん!（1995年）
- 厄災仔寵（1996年）
- ワル外伝（1997年）
- ウルトラセブン わたしは地球人（1999年） - ノンマルト
- いのち輝いて（2001年） - 主演・鳴海涼子 役
- 戦うパチプロ集団 梁山泊2（2003年）
- 鬼魄 二代目山口登 （GPミュージアムソフト、2006年）

### 舞台
- ゲゲゲの鬼太郎（1988年） - 鬼太郎
- アーバンクロウ（2000年） - 望月陽子
- 尾張嫁入り物語（2002年） - 伊藤なつ
- 風の砦（2002年）

### その他のテレビ番組
- 大きなお世話だ（日本テレビ、1985年 - 1986年）
- 新春かくし芸大会（フジテレビ、1986年1月1・2日）
- 一枚の写真（フジテレビ）
- 森田一義アワー 笑っていいとも!「テレフォンショッキング」（フジテレビ、1986年1月28日）
- 斉藤さんちのお客さま（フジテレビ、1987年）
- CLUB紳助（朝日放送、1988年9月10日）
- 今夜は最高!（日本テレビ、1988年11月26日）
- オールスター感謝祭（TBS）
- ダウンタウンの男ットコ前やな〜!（日本テレビ）
- 美女紀行・E湯・E味（テレビ朝日）
- 土曜だエブリバディ!（朝日放送）
- 第6回オールスター激突クイズ 当たってくだけろ!（TBS、1991年10月4日）
- たかじんnoばぁ〜（読売テレビ、1994年4月2日）
- 開運!なんでも鑑定団（テレビ東京、1997年8月）
- クイズ!それは職業秘密です（テレビ東京）
- 大きなお世話だ（日本テレビ）
- 中居くん温泉's（読売テレビ）
- 秘密のケンミンSHOW（日本テレビ）
- ヒルナンデス!（日本テレビ、2013年）
- 踊る!さんま御殿!!（日本テレビ、2015年）[28]

### ビデオ
- 渡辺典子のBMステーション（1988年）[29]

### ラジオ
- FMシアター さびしぼっち（2003年、NHK-FM）[30]
- KISS KISS シンドローム 渡辺典子・高柳良一 誰かが誰かに恋してる（1984年 - 1985年、ニッポン放送）
- ON THE WAY COMEDY 〜道草（2006年）

### CM
- 角川文庫 日本語、いきいき。 - 「高校野球応援団編」「京都（大原女）編」（1982年）
- サクラカラー - フォトカセットプレゼントキャンペーン（1983年、江本孟紀との共演）
- 東鳩「ハーベスト」（1986年）
- au 家族割ワイドサポート「ゆきえは見た!!（ジュニア）編」（2005年）
- 龍角散（2007年）
- ユーキャン（2009年）[31]

## ディスコグラフィ

### シングル
|    | 発売日        | タイトル            | B面                  | レーベル       | 規格 | 規格品番  |
| -- | ------------- | ------------------- | -------------------- | -------------- | ---- | --------- |
| 1  | 1984年1月1日  | 花の色 / 少年ケニヤ | 花の色 / 少年ケニヤ  | 日本コロムビア | EP   | AH-407    |
| 2  | 1984年4月21日 | 晴れ、ときどき殺人  | 星座の旅             | 日本コロムビア | EP   | AH-450    |
| 3  | 1984年9月1日  | いつか誰かが…       | more そして more     | 日本コロムビア | EP   | AH-500    |
| 4  | 1985年1月21日 | カムイの剣          | あこがれ座           | 日本コロムビア | EP   | AH-530    |
| 5  | 1985年5月1日  | 野ばらのレクイエム  | 華やかなピリオド     | 日本コロムビア | EP   | AH-590    |
| 6  | 1986年3月5日  | ここちε             | TOKYOサバンナ        | CBS・ソニー    | EP   | 07SH-2008 |
| 7  | 1986年11月1日 | 火の鳥              | 涙で答えて           | CBS・ソニー    | EP   | 07SH-2012 |
| 8  | 1987年6月3日  | リタルダンド        | 仕返しロングシュート | CBS・ソニー    | EP   | 07SH-1936 |
| 9  | 1987年12月9日 | 空色のピアス        | あなたを知っている   | CBS・ソニー    | EP   | 07SH-2026 |
| 10 | 1988年4月30日 | サラダ記念日        | 八月の朝             | CBS・ソニー    | EP   | 07SH-3049 |

### アルバム

#### オリジナルアルバム
|   | 発売日         | タイトル              | レーベル       | 規格 | 規格品番   |
| - | -------------- | --------------------- | -------------- | ---- | ---------- |
| 1 | 1984年12月1日  | あこがれ座 NORIKO '85 | 日本コロムビア | LP   | AF-7333    |
| 1 | 1984年12月1日  | あこがれ座 NORIKO '85 | 日本コロムビア | CT   | CAR-1336   |
| 1 | 1984年12月10日 | あこがれ座 NORIKO '85 | 日本コロムビア | CD   | 32C31-7326 |
| 1 | 1985年8月21日  | あこがれ座 NORIKO '85 | 日本コロムビア | CD   | 33C31-7592 |
| 1 | 1995年4月1日   | あこがれ座 NORIKO '85 | 日本コロムビア | CD   | COCA-12500 |
| 2 | 1987年12月21日 | JEWELRY               | CBS・ソニー    | LP   | 28AH-2280  |
| 2 | 1987年12月21日 | JEWELRY               | CBS・ソニー    | CT   | 28KH-2894  |
| 2 | 1987年12月21日 | JEWELRY               | CBS・ソニー    | CD   | 32DH-867   |
| 3 | 1988年4月1日   | サラダ記念日          | CBS・ソニー    | LP   | 28AH-5022  |
| 3 | 1988年4月1日   | サラダ記念日          | CBS・ソニー    | CT   | 28KH-5022  |
| 3 | 1988年4月1日   | サラダ記念日          | CBS・ソニー    | CD   | 32DH-5022  |

#### ベストアルバム
|   | 発売日        | タイトル          | 規格  | 規格品番   |
| - | ------------- | ----------------- | ----- | ---------- |
| 1 | 2004年12月1日 | 渡辺典子 ベスト   | CD    | COCP-33036 |
| 2 | 2019年2月20日 | ゴールデン☆ベスト | UHQCD | COCP-40713 |

### 映像作品
|                | 発売日         | タイトル              | 規格           | 規格品番       |
| 日本コロムビア | 日本コロムビア | 日本コロムビア        | 日本コロムビア | 日本コロムビア |
| -------------- | -------------- | --------------------- | -------------- | -------------- |
| 1st            | 1984年12月1日  | あこがれ座 NORIKO '85 | VHS            | 88C61-9165     |
| 1st            | 1984年12月1日  | あこがれ座 NORIKO '85 | LD             | 58C51-6063     |

### 参加楽曲
| 発売日        | 商品名                                    | 歌       | 楽曲        | 備考                                                        |
| ------------- | ----------------------------------------- | -------- | ----------- | ----------------------------------------------------------- |
| 1992年3月21日 | 真・仮面ライダー 序章 ORIGINAL SOUNDTRACK | 渡辺典子 | 「Forever」 | オリジナルビデオ『真・仮面ライダー 序章』エンディングテーマ |

### タイアップ
| 曲名                 | タイアップ                                                                                                 | 収録作品                       |
| -------------------- | --- | ------------------------------ |
| 花の色               | TBS系全国ネット 日曜ファミリードラマ『探偵物語』主題歌                                                     | シングル「花の色/少年ケニヤ」  |
| 少年ケニヤ           | 角川春樹事務所・東映動画(株)提携作品 配給・東映株式会社『少年ケニヤ』主題歌                                | シングル「花の色/少年ケニヤ」  |
| 晴れ、ときどき殺人   | 角川春樹事務所 作品『晴れ、ときどき殺人』主題歌                                                            | シングル「晴れ、ときどき殺人」 |
| いつか誰かが…        | 角川春樹事務所・東映提携作品『いつか誰かが殺される』主題歌                                                 | シングル「いつか誰かが…」      |
| more そして more     | 角川春樹事務所・東映提携作品『いつか誰かが殺される』挿入歌                                                 | シングル「いつか誰かが…」      |
| カムイの剣           | 制作・角川春樹事務所／配給・東映『カムイの剣』オリジナル・サウンドトラック主題歌                           | シングル「カムイの剣」         |
| 野ばらのレクイエム   | 制作・角川春樹事務所／配給・東映セントラルフィルム『結婚案内ミステリー』オリジナル・サウンドトラック主題歌 | シングル「野ばらのレクイエム」 |
| ここちε              | ワコール『ここちε』イメージソング                                                                          | シングル「ここちε」            |
| 火の鳥               | 全国東宝洋画系ロードショー『火の鳥』主題歌                                                                 | シングル「火の鳥」             |
| 涙で答えて           | 東鳩『ハーベスト』CMイメージソング                                                                         | シングル「火の鳥」             |
| 仕返しロングシュート | 東映映画『恐怖のヤッちゃん』挿入歌                                                                         | シングル「リタルダンド」       |
| 空色のピアス         | NHK『アニメ三銃士』イメージソング                                                                          | シングル「空色のピアス」       |

## 写真集
- 渡辺典子写真集 プリズム（1984年9月、富士見書房、撮影：川人忠幸）ISBN 4-8291-6009-8

## 受賞歴
- 1982年 角川映画大型新人女優募集 グランプリ受賞
- 第7回（1983年度）日本アカデミー賞新人俳優賞『積木くずし』
- 第8回（1986年度）ヨコハマ映画祭助演女優賞『彼のオートバイ、彼女の島』